# اکسیرا (آیووا)
اکسیرا (به انگلیسی: Exira) شهری در ایالت آیووا کشور ایالات متحده آمریکا است که جمعیت آن در سرشماری سال ۲۰۱۰ میلادی، ۸۴۰ نفر بوده‌است.